# Stellvertretungsgesetz
Das Stellvertretungsgesetz (oder Stellvertretergesetz) aus dem Jahre 1878 führte eine Bestimmung der deutschen Verfassung weiter aus. Laut Art. 17 der Verfassung übernahm der Reichskanzler durch seine Unterschrift die Verantwortung für Anordnungen und Verfügungen des Kaisers. Durch das neue Gesetz konnte der Reichskanzler beantragen, dass Stellvertreter ernannt wurden, die anstelle des Reichskanzlers gegenzeichnen konnten. Ein Stellvertreter konnte sowohl für einzelne „Amtszweige“ als auch für alle „Geschäfte und Obliegenheiten des Reichskanzlers“ ernannt werden. Letzteres ermöglichte die Einführung eines Vizekanzlers, obwohl dieser Begriff selbst im Gesetz nicht erscheint.

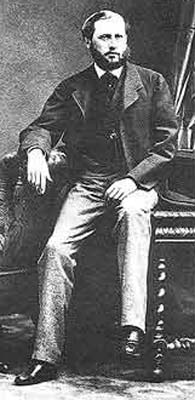
Otto zu Stolberg-Wernigerode war der erste allgemeine Stellvertreter des Reichskanzlers (1878–1881)

## Gesetz
Art. 17 der Verfassung von 1871 besagte:
Dem Kaiser steht die Ausfertigung und Verkündigung der Reichsgesetze und die Ueberwachung der Ausführung derselben zu. Die Anordnungen und Verfügungen des Kaisers werden im Namen des Reichs erlassen und bedürfen zu ihrer Gültigkeit der Gegenzeichnung des Reichskanzlers, welcher dadurch die Verantwortlichkeit übernimmt.
Das „Gesetz, betreffend die Stellvertretung des Reichskanzlers“ vom 17. März 1878 änderte die Verfassung nicht wörtlich, aber bestimmte:
§. 1. Die zur Gültigkeit der Anordnungen und Verfügungen des Kaisers erforderliche Gegenzeichnung des Reichskanzler, sowie die sonstigen demselben durch die Verfassung und die Gesetze des Reichs übertragenen Obliegenheiten können nach Maßgabe der folgenden Bestimmungen durch Stellvertreter wahrgenommen werden, welche der Kaiser auf Antrag des Reichskanzler in Fällen der Behinderung desselben ernennt.
§. 2. Es kann ein Stellvertreter allgemein für den gesammten Umfang der Geschäfte und Obliegenheiten des Reichskanzlers ernannt werden. Auch können für diejenigen einzelnen Amtszweige, welche sich in der eigenen und unmittelbaren Verwaltung des Reichs befinden, die Vorstände der dem Reichskanzler untergeordneten obersten Reichsbehörden mit der Stellvertretung desselben im ganzen Umfang oder in einzelnen Theilen ihres Geschäftskreises beauftragt werden.
§. 3. Dem Reichskanzler ist vorbehalten, jede Amtshandlung auch während der Dauer einer Stellvertretung selbst vorzunehmen.

## Bedeutung
Laut Huber widersetzte sich Reichskanzler Bismarck dem Drängen der Liberalen, verantwortliche Reichsminister als Kollegen einzusetzen. Allerdings baute er das „Verantwortlichkeitssystem“ erheblich aus. Die Reichsstaatssekretäre konnten für ihr jeweiliges Reichsamt anstelle des Reichskanzlers gegenzeichnen, so dass sie die selbstständige parlamentarische Verantwortung übernahmen. Der Reichstag konnte effektiver Kontrolle über die Ressorts ausüben. Diese Kontrolle entwickelte sich vornehmlich über das Budgetrecht des Reichstags. In den Oktoberreformen 1918 wurde das Gesetz verändert.

## Belege
1. ↑  Siehe Wikisource: Verfassung des Deutschen Reiches (1871), Abruf am 8. Januar 2014.
2. ↑  Siehe Documentarchiv.de: Stellvertretungsgesetz, Abruf am 8. Januar 2014.
3. ↑  Ernst Rudolf Huber: Deutsche Verfassungsgeschichte seit 1789. Band IV: Struktur und Krisen des Kaiserreichs, Verlag W. Kohlhammer, Stuttgart u. a. 1969, S. 155/156.